# Miss Sergipe BE Emotion 2019
Miss Sergipe BE Emotion 2019 foi a 64ª edição do tradicional concurso de beleza feminino de Miss Sergipe BE Emotion, válido para a disputa de Miss Brasil BE Emotion 2019,  único caminho para o Miss Universo. A disputa teve a participação de nove (9) candidatas e ocorreu no Balneário Termal, localizado na cidade de Lagarto, interior do Estado. A cerimônia foi coordenada pelo empresário Luiz Plínio  e teve como vencedora a representante de Barra dos Coqueiros Ingrid Vieira Moraes,  coroada por sua antecessora, Miss Sergipe BE Emotion 2018 Grazielly Moraes. 

## Resultados

### Colocações
| Posição   | Município e candidata                 |
| Vencedora | - Barra dos Coqueiros - Ingrid Moraes |
| 2º. Lugar | - Salgado - Izabel Santos             |
| 3º. Lugar | - Itabaianinha - Stella Andrade       |

### Prêmio especial
O concurso contou com dois desafios e um prêmio este ano:
| Prêmio               | Município e candidata                   |
| Miss Popularidade    | - Tobias Barreto - Brunelle Oliveira 1  |
| Look Personalidade   | - Itabaiana - Emily Santos 2            |
| Desafio de Maquiagem | - Barra dos Coqueiros - Ingrid Moraes 3 |

1. A "Miss Popularidade" foi eleita pelo público de forma online.
2. A vencedora do "Look Personalidade" foi eleita pela digital influencer Lizandra Mota.
3. A vencedora do "Desafio de Maquiagem" foi eleita pelo beauty artist Joel Souza.

## Candidatas

### Oficiais
Disputaram o título este ano: 
- Aracaju - Thaís Vieira [7]

- Barra dos Coqueiros - Ingrid Moraes [8]

- Boquim - Tahinara Sanferry

- Carira - Thaís Carvalho

- Itabaiana - Emily Santos

- Itabaianinha - Stella Andrade

- Japoatã - Gabriela Matos

- Salgado - Izabel Santos

- Tobias Barreto - Brunelle Oliveira [9]

## Jurados

### Final
Ajudaram a escolher a campeã:
1. Marcella Araújo, dermatologista;
2. Polyana Ribeiro, 1ª dama de Salgado;
3. Marcelo Sóes, coordenador do Miss Brasil BE Emotion;
4. Rafael Duarte, jornalista e apresentador;
5. Juliana Vasconcelos, empresária;
6. Saulo Makerran, médico;